# Handball-DDR-Oberliga (Männer) 1977/78
Mit der Handball-DDR-Oberliga der Männer 1977/78, der höchsten Spielklasse im Hallenhandball der DDR, wurde der 28. DDR-Meister ermittelt.

## Saisonverlauf
Zur Saison 1977/78 kehrte der DDR-Handballverband wieder zum Modus der einfachen Doppelrunde mit Hin- und Rückspielen zurück. Die Oberligaspiele begannen am 8. Oktober 1977 und wurden am 26. März 1978 abgeschlossen. Der DDR-Meister wechselte erneut, Vorjahresmeister SC Magdeburg wurde nur Zweiter und wurde vom SC Empor Rostock abgelöst, der seinen fünften Hallentitel gewann. Als Aufsteiger traten SG Dynamo Halle-Neustadt und BSG Rotation Prenzlauer Berg an. Für die SG Dynamo war es bereits die 13 Saison seit Einführung der höchsten Hallenhandball-Spielklasse, während die Ost-Berliner BSG Rotation Prenzlauer Berg erstmals in der Oberliga antrat. Beide Aufsteiger schafften nicht den Klassenerhalt.

## Abschlusstabelle
| Pl. | Mannschaft                         | Sp | S  | U | N  | Tore    | Punkte |
| 1   | SC Empor Rostock                   | 18 | 16 | 1 | 1  | 410:320 | 33:03  |
| 2   | SC Magdeburg (M)                   | 18 | 15 | 1 | 2  | 482:355 | 31:05  |
| 3   | SC Leipzig                         | 18 | 12 | 3 | 3  | 409:353 | 27:09  |
| 4   | ASK Vorwärts Frankfurt             | 18 | 10 | 2 | 6  | 415:357 | 22:14  |
| 5   | BSG Post Schwerin                  | 18 | 8  | 2 | 8  | 325:354 | 18:18  |
| 6   | SC Dynamo Berlin                   | 18 | 8  | 1 | 9  | 387:386 | 17:19  |
| 7   | BSG Wismut Aue                     | 18 | 5  | 1 | 12 | 342:375 | 11:25  |
| 8   | BSG ZAB Dessau                     | 18 | 5  | 1 | 12 | 338:420 | 11:25  |
| 9   | SG Dynamo Halle-Neustadt (N,A)     | 18 | 2  | 1 | 15 | 347:428 | 05:31  |
| 10  | BSG Rotation Prenzlauer Berg (N,A) | 18 | 2  | 1 | 15 | 313:420 | 05:31  |

Erläuterungen:
1. ↑  A=Absteiger, M=Vorjahresmeister, N=Neuling

## Meistermannschaft
| SC Empor Rostock |
| Tor: Hans-Joachim Sommer, Bodo Wieland, Jürgen Rohde Feldspieler: Wolfgang Böhme (Kapitän), Klaus Frohnert, Frank Holtfoth, Hans-Georg Jaunich, Wolfgang Koch, Gert Kosterke, Holger Kühne, Christian Langner, Jürgen Nowoszien, Siegfried Sanftleben, Frank-Michael Wahl, Helmut Wilk Trainer: Heinz Strauch |

## Statistik
Nachdem die Oberliga in der Saison 1977/78 wieder zum einfachen Doppelrunden-Modus zurückgekehrt war, wurden gegenüber der Vorsaison mit 130 Spielen nur noch 90 Begegnungen ausgetragen. Dabei wurden 3.771 Tore erzielt. Das torreichste Spiel war die Partie SC Magdeburg – BSG ZAB Dessau mit 39:24 Treffern. Den höchsten Tagessieg feierte der SC Magdeburg beim 36:18-Heimsieg über Post Schwerin. Torschützenkönig wurde Klaus Gruner vom ASK Vorwärts Frankfurt mit 139 Treffern. 